# Ontologi (filosofi)
 Der er for få eller ingen kildehenvisninger i denne artikel, hvilket er et problem. Du kan hjælpe ved at angive troværdige kilder til de påstande, som fremføres i artiklen.

 Denne artikel bør gennemlæses af en person med fagkendskab for at sikre den faglige korrekthed.

 Denne artikel omhandler ontologi indenfor filosofi. Opslagsordet har også en anden betydning, se Ontologi (datalogi).
Ontologi (fra græsk on (ὤν), = "værende", logia (λογία) = "læren om") betegner i filosofien studiet af det værende, dvs. studiet af det, som eksisterer, og hvordan det eksisterer. 
Aristoteles betragtes som ontologiens fader. Førsokratikerne, Demokrit og Platon gjorde sig ontologiske betragtninger, men det var Aristoteles, der introducerede ontologi som disciplin, der studerer væren qua væren.
Inden for videnskabsteorien taler man om et fags ontologi, dvs. de grundlæggende antagelser om fagets genstandsfelt. I denne forbindelse taler man om ontologisk reduktion, der dels kan handle om at forsimple et specifik fags genstandsfelt, dels kan handle om, hvorvidt et fags genstandsfelt kan inkludere eller eliminere andre fags genstandsfelter. Det klassiske eksempel på sidstnævnte er den berømte ambition om enhedsvidenskab, hvor enheden forsøges etableret gennem ideen om en fælles ontologi – et genstandsfelt for alle videnskaber. Således har man tænkt, at man kunne reducere socialvidenskab til psykologi, psykologi til biologi, biologi til fysik og på denne måde gøre fysikkens genstandsfelt til alle videnskabers fælles ontologi.

## Vigtige ontologer i historien
Af filosoffer, som har bidraget til denne disciplin er Parmenides, Platon, Aristoteles, Gottfried Wilhelm Leibniz, Immanuel Kant, Georg Wilhelm Friedrich Hegel og N.F.S. Grundtvig

## Vigtige ontologer i det tyvende århundrede
Edmund Husserl, , Alfred North Whitehead, Martin Heidegger, Jean-Paul Sartre, Gilles Deleuze.

## Nutidige ontologer
Graham Harman, Iain Hamilton Grant, Tristan Garcia.

## Ekstern henvisning
- Theory and History of Ontology. Resource Guide for Philosophers